# مفتاح الأسطى عمر
مفتاح الأسطى عمر 1935-2010 ولد في مدينة درنة سنة 1935. درس الثانوية في مدينة بنغازي.
تخرج من كلية الطب جامعة عين شمس في القاهرة عام 1961. عمل طبيبا بمستشفى مسة في البيضاء وفي عام 1963 أصبح مديرا عاماً للمستشفى.

## المناصب التي تقلدها
- وزير الصحة.
- وزير الأشغال والمواصلات.
- أمينا لمؤتمر الشعب العام.
- وترأس د.مفتاح الأسطى عمر اللجنة الشعبية الدولية لجائزة القذافي لحقوق الإنسان منذ سنة 1989حتى سنة 2000.

## الوفاة
توفي يوم الأثنين الموافق 22 ـ 3 ـ 2010.